# 近畿琉璃河戰鬥
近畿琉璃河戰鬥發生於1920年7月14日－17日，地點則是在中國河北（今北京市房山区琉璃河镇），首都北平戰略地點之琉璃河附近。是北洋政府時期內戰之一，也是直皖戰爭前期戰爭，交戰兩方為直軍的王承斌及俗稱皖軍的定國軍段芝貴，最後，得到張作霖支援的王承斌獲勝，取得重要勝利，皖軍實際統領段祺瑞遭到嚴重挫敗。